# Koumeleh
Koumeleh (كومله) est une ville située dans le comté de Langrud dans la province de Guilan, en Iran. Elle est la capitale du district du même nom. Lors du recensement de 2006, sa population s'élevait à 5 703 habitants.